# Wspólnota administracyjna Teuschnitz
Wspólnota administracyjna Teuschnitz – wspólnota administracyjna (niem. Verwaltungsgemeinschaft) w Niemczech, w kraju związkowym Bawaria, w rejencji Górna Frankonia, w regionie Oberfranken-West, w powiecie Kronach. Siedziba wspólnoty znajduje się w mieście Teuschnitz, a przewodniczącym jej jest Gabriele Weber.
Wspólnota administracyjna zrzesza gminę miejską (Stadt) oraz dwie gminy wiejskie (Gemeinde):
- Reichenbach, 729 mieszkańców, 8,65 km²
- Teuschnitz, miasto, 2 019 mieszkańców, 34,26 km²
- Tschirn, 531 mieszkańców, 20,13 km²